# Liste der Biografien/Maj
Liste der Biografien |
Portal Biografien |
Personensuche
# |
A |
B |
C |
D |
E |
F |
G |
H |
I |
J |
K |
L |
M |
N |
O |
P |
Q |
R |
S |
T |
U |
V |
W |
X |
Y |
Z |
?
 
Ma |
Mb |
Mc |
Md |
Me |
Mf |
Mg |
Mh |
Mi |
Mj |
Mk |
Ml |
Mm |
Mn |
Mo |
Mp |
Mq |
Mr |
Ms |
Mt |
Mu |
Mv |
Mw |
Mx |
My |
Mz
 
Maa |
Mab |
Mac |
Mad |
Mae |
Maf |
Mag |
Mah |
Mai |
Maj |
Mak |
Mal |
Mam |
Man |
Mao |
Map |
Maq |
Mar |
Mas |
Mat |
Mau |
Mav |
Maw |
Max |
May |
Maz
Die Liste der Biografien führt alle Personen auf, die in der deutschsprachigen Wikipedia einen Artikel haben. Dieses ist eine Teilliste mit 282 Einträgen von Personen, deren Namen mit den Buchstaben „Maj“ beginnt.

## Maj
- Maj, Bogusław (* 1960), polnischer Eishockeyspieler
- Maj, Bronisław (* 1953), polnischer Lyriker, Essayist und Übersetzer
- Maj, Fabio (* 1970), italienischer Skilangläufer

### Maja
- Maja, Josh (* 1998), nigerianischer Fußballspieler
- Maja, Mosche (* 1938), israelischer Politiker
- Majabvi, Justice (* 1984), simbabwischer Fußballspieler
- Majaci, Kujtim (1962–2009), albanischer Fußballspieler
- Majak, Rudolf Deng (1940–2017), südsudanesischer Geistlicher, römisch-katholischer Bischof von Wau
- Majak, Sławomir (* 1969), polnischer Fußballspieler
- Majakowski, Wladimir Wladimirowitsch (1893–1930), russischer Dichter, Vertreter des russischen FuturismusWladimir Wladimirowitsch Majakowski (1893–1930)

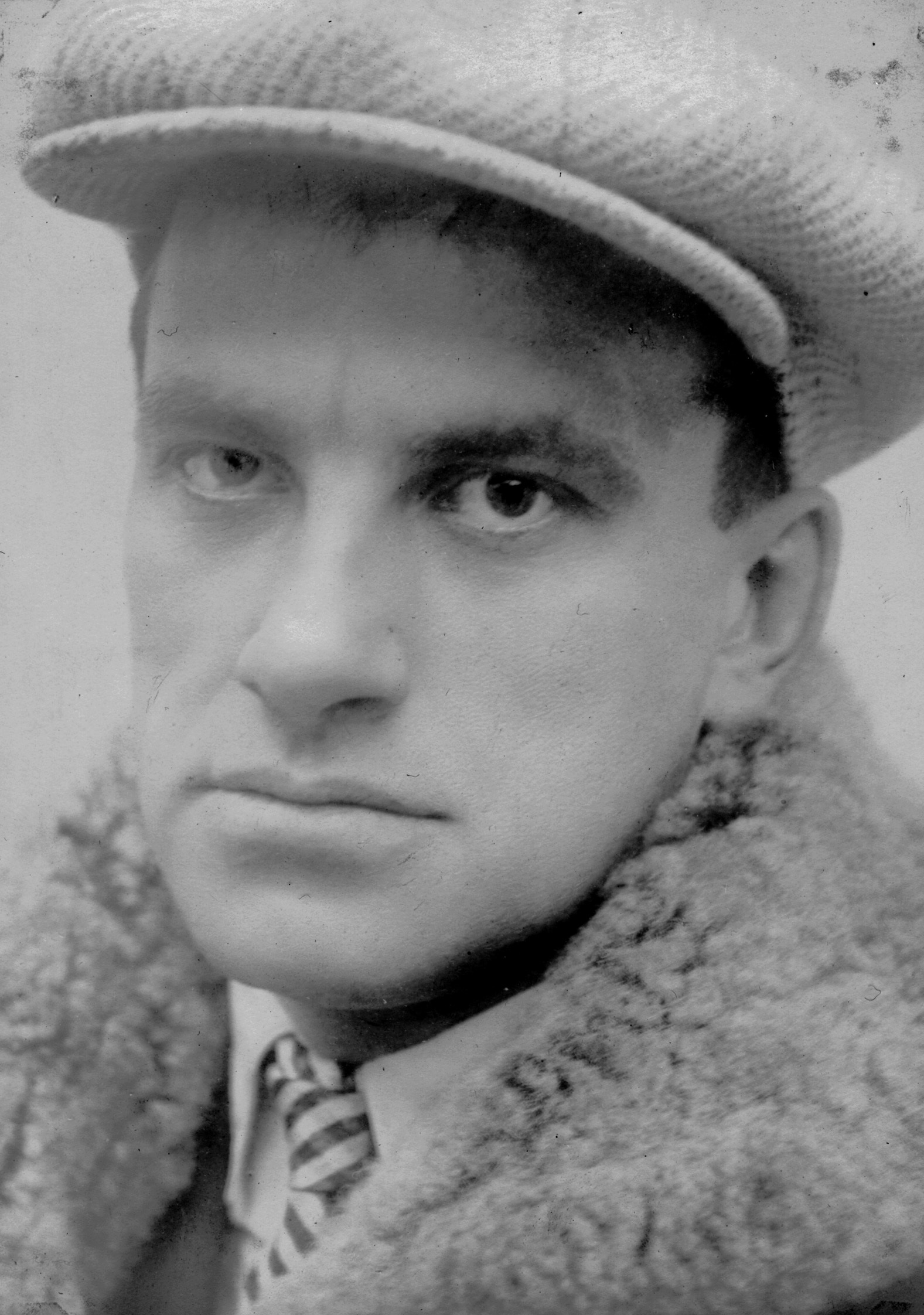
Wladimir Wladimirowitsch Majakowski (1893–1930)

- Majali, Abdelsalam al- (1925–2023), jordanischer Politiker
- Majaliwa, Kassim (* 1960), tansanischer Politiker
- Majan (* 1999), deutscher Rapper
- Majani d’Inguimbert, Alain (* 1950), französischer Filmemacher
- Majano, Anton Giulio (1909–1994), italienischer Film- und Fernsehregisseur sowie Drehbuchautor
- Majar-Ziljski, Matija (1809–1892), österreichisch-slowenischer römisch-katholischer Geistlicher, Slawist und Politiker
- Majauskas, Mykolas (* 1981), litauischer konservativer Politiker, seit November 2016 Mitglied des Seimas
- Majavero, Alfons, namibischer Politiker

### Majb
- Majbäck, Christer (* 1964), schwedischer Skilangläufer
- Majboroda, Heorhij (1913–1992), ukrainischer Komponist
- Majboroda, Platon (1918–1989), ukrainischer Komponist
- Majboroda, Switlana (* 1981), ukrainische Mathematikerin und Hochschullehrerin

### Majc
- Majcen, Bernhard (* 1961), österreichischer Schauspieler
- Majcen, Franz (* 1947), österreichischer Politiker (ÖVP)
- Majcen, Karl (* 1934), österreichischer General und Generaltruppeninspektor des Österreichischen Bundesheeres
- Majcen, Rolf (* 1966), österreichischer Jurist, Autor und Extremsportler
- Majcherek, Bruno (1936–2020), niederländisch-polnischer Sänger, Klarinettist und Komponist
- Majchrowicz, Adam (* 1991), polnischer Tennisspieler
- Majchrowski, Jacek (* 1947), polnischer Jurist und Politiker
- Majchrzak, Jordan (* 2004), polnischer Fußballspieler
- Majchrzak, Józef (1923–1993), polnischer Politiker, Mitglied des Sejm
- Majchrzak, Kamil (* 1996), polnischer TennisspielerKamil Majchrzak (* 1996)

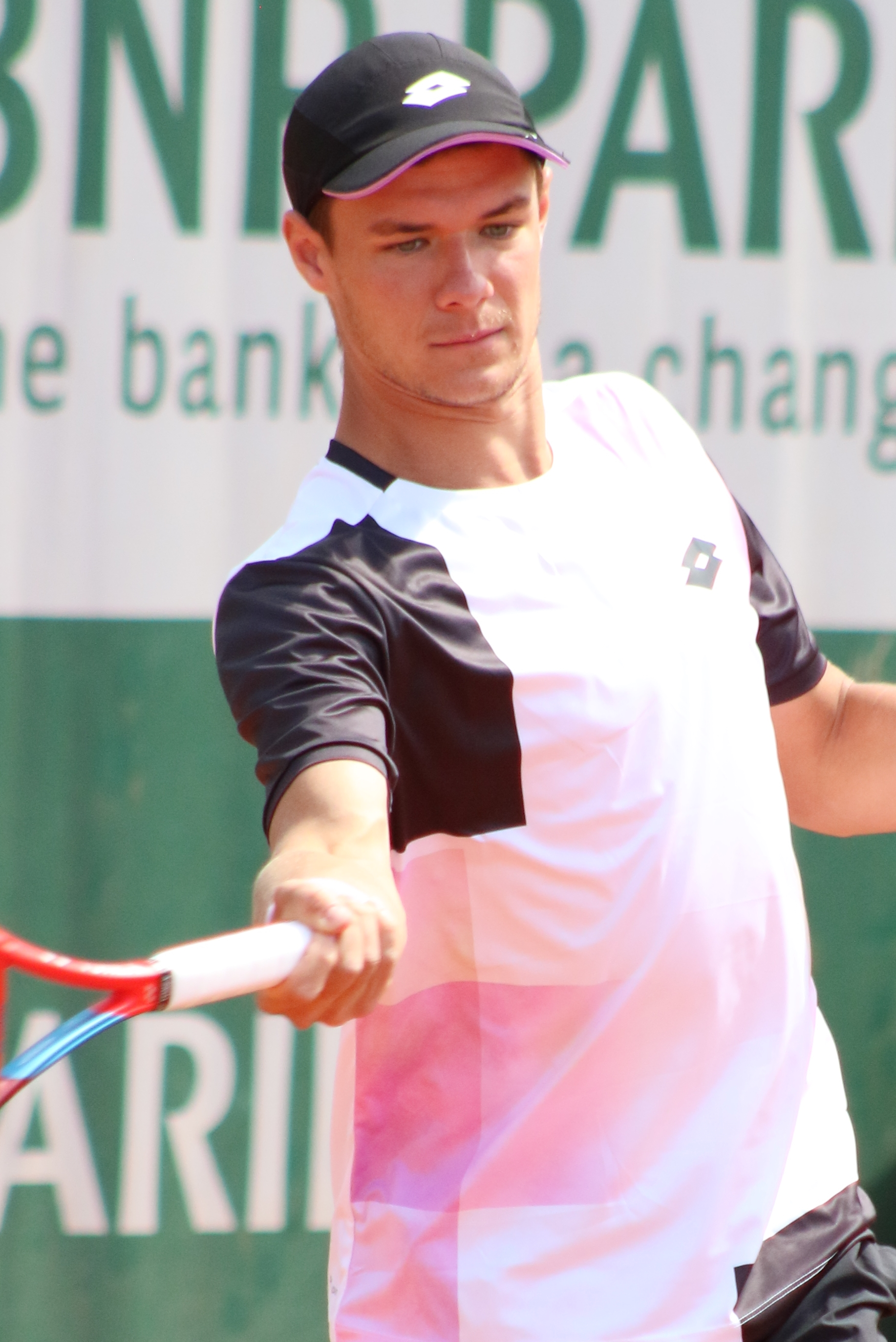
Kamil Majchrzak (* 1996)

### Majd
- Majd, Maryam, iranische Sportfotografin und Menschenrechtsaktivistin
- Majd, Mohamed (1940–2013), marokkanischer Schauspieler
- Majda, Andrew (1949–2021), US-amerikanischer Mathematiker
- Majda, Oldrich (1930–2006), slowakischer Künstler, Maler, Illustrator und Bildhauer
- Majdalani, Mateo (* 1994), argentinischer Regattasegler
- Majdalawi, Jamil al-, palästinensischer Politiker (PFLP)
- Majdan, Joanna (* 1964), polnische Judoka
- Majdan, Joanna (* 1988), polnische Schachspielerin
- Majdan, Radosław (* 1972), polnischer Fußballspieler
- Majdani, Omid (* 1971), deutscher HNO-Arzt
- Majdański, Kazimierz (1916–2007), polnischer Geistlicher, römisch-katholischer Theologe und Erzbischof
- Majdi, Aya (* 1994), katarische Tischtennisspielerin
- Majdi, Lahcen (* 1970), französischer Rollstuhltennisspieler
- Majdič, Petra (* 1979), slowenische Skilangläuferin
- Majdoub, Lee (* 1982), libanesisch-kanadischer Schauspieler
- Majdov, Nemanja (* 1996), serbischer Judoka
- Majdukow, Serhij (* 1980), ukrainischer Illustrator
- Majdziński, Maciej (* 1996), polnischer Handballspieler

### Maje
- Majearu, Mihail (* 1960), rumänischer Fußballspieler
- Majecki, Radosław (* 1999), polnischer Fußballspieler
- Majed, Hamad Al-, sunnitischer islamischer Theologe, Erziehungswissenschaftler und Redakteur
- Majekodunmi, Benedict (1940–2023), nigerianischer Sprinter
- Majekodunmi, Josiah (1927–1996), nigerianischer Hochspringer
- Majela de Castro, Geraldo (1930–2015), brasilianischer Ordensgeistlicher, römisch-katholischer Erzbischof von Montes Claros
- Majella Agnelo, Geraldo (1933–2023), brasilianischer römisch-katholischer Geistlicher, Erzbischof von San Salvador da Bahia und Kardinal
- Majella Delgado, José Luiz (* 1953), brasilianischer Ordensgeistlicher, römisch-katholischer Erzbischof von Pouso Alegre
- Majella, Gerhard (1726–1755), italienischer Laienbruder und römisch-katholischer HeiligerGerhard Majella (1726–1755)

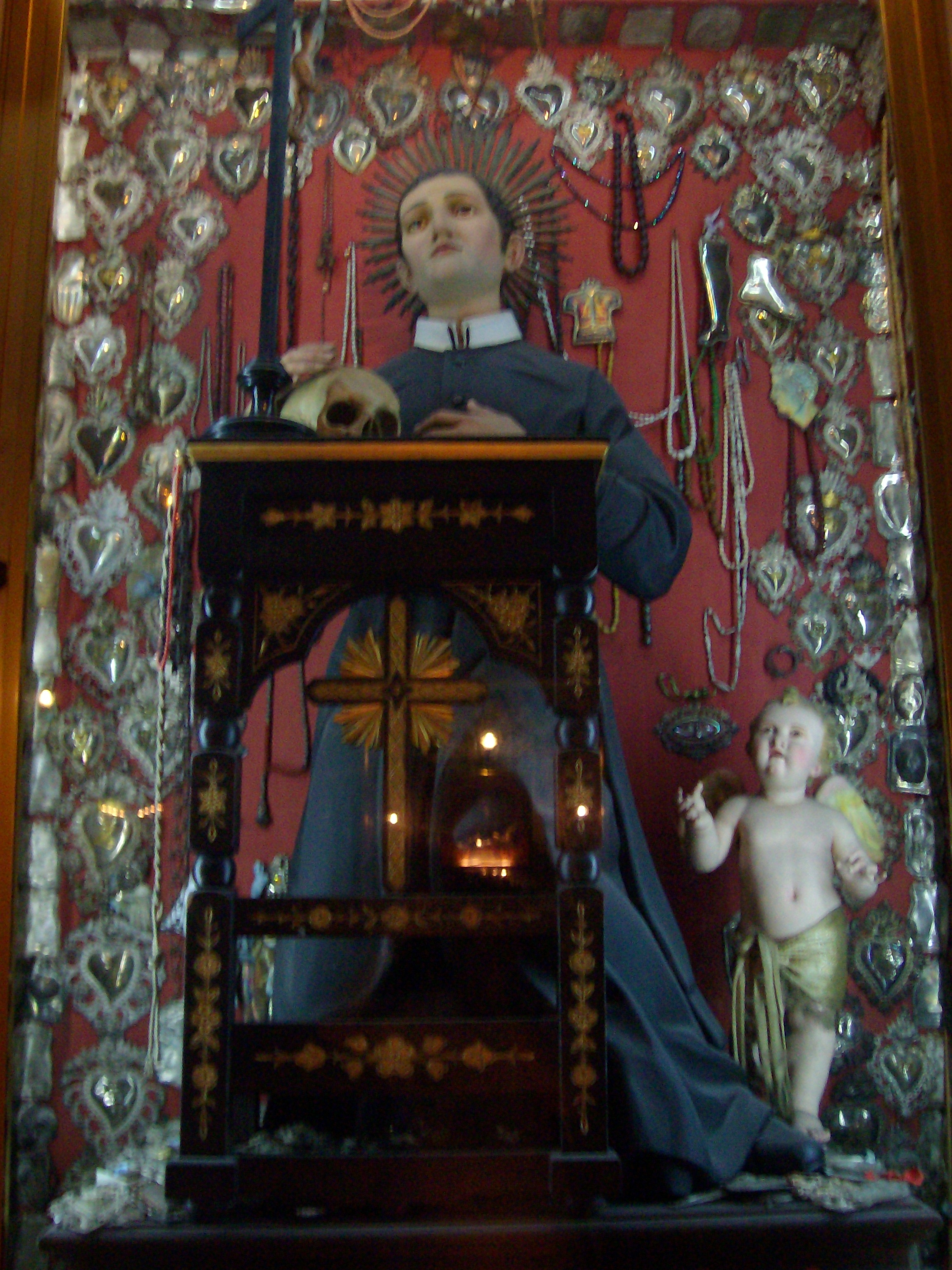
Gerhard Majella (1726–1755)

- Majer, Adolph (1821–1868), deutschamerikanischer Apotheker und Revolutionär
- Majer, August (1798–1876), deutscher Jurist und Politiker
- Majer, Christian F. (* 1978), deutscher Rechtswissenschaftler
- Majer, Claudio (* 1996), Liechtensteiner Fußballspieler
- Majer, Diemut (1938–2024), deutsche Rechtswissenschaftlerin
- Majer, Friedrich (1772–1818), deutscher Historiker und Volkskundler
- Majer, Georg Emil von (1810–1884), württembergischer Stadtdirektor und Regierungspräsident
- Majer, Georg Friedrich († 1765), deutscher Baumeister
- Majer, Giovannina (1885–1966), italienische Numismatikerin
- Majer, Gustav (1847–1900), deutscher Maler
- Majer, Hans Georg (* 1937), deutscher Turkologe und Osmanist
- Majer, Helge (1941–2006), deutscher Wirtschaftswissenschaftler
- Majer, Jeremias (1735–1789), englischer Miniatur- und Email-Maler deutscher Herkunft
- Majer, Jiří (1922–2008), tschechischer Bergbauhistoriker, Archivar und Museologe
- Majer, Johann Christian von (1741–1821), deutscher Rechtswissenschaftler und Hochschullehrer
- Majer, Julie (1883–1963), deutsche antifaschistische Widerstandskämpferin der KPD
- Majer, Lovro (* 1998), kroatischer Fußballspieler
- Majer, Nicolò (1855–1912), italienischer Münzhändler
- Majer, Patrik (* 1971), tschechischer Musikproduzent, Toningenieur und Musiker
- Majer, Philipp (* 1982), deutscher Dokumentarfilmer
- Majer, Robert (1857–1944), württembergischer Oberamtmann
- Majer, Ulrich (* 1942), deutscher Chemiker, Philosoph und Hochschullehrer
- Majer, Wolfgang Dietrich (1698–1762), deutscher Maler
- Majer-Leonhard, Ernst (1889–1966), deutscher Pädagoge und Oberstudiendirektor
- Majer-Leonhard, Fritz (1915–1995), deutscher evangelischer Theologe und NS-Verfolgter
- Majerantz, Erez (* 1980), israelischer Schriftsteller und Dramatiker
- Majerczyk, Władysława (* 1952), polnische Skilangläuferin
- Majerič, Tadeja (* 1990), slowenische Tennisspielerin
- Majerle, Dan (* 1965), US-amerikanischer Basketballspieler und -trainerDan Majerle (* 1965)

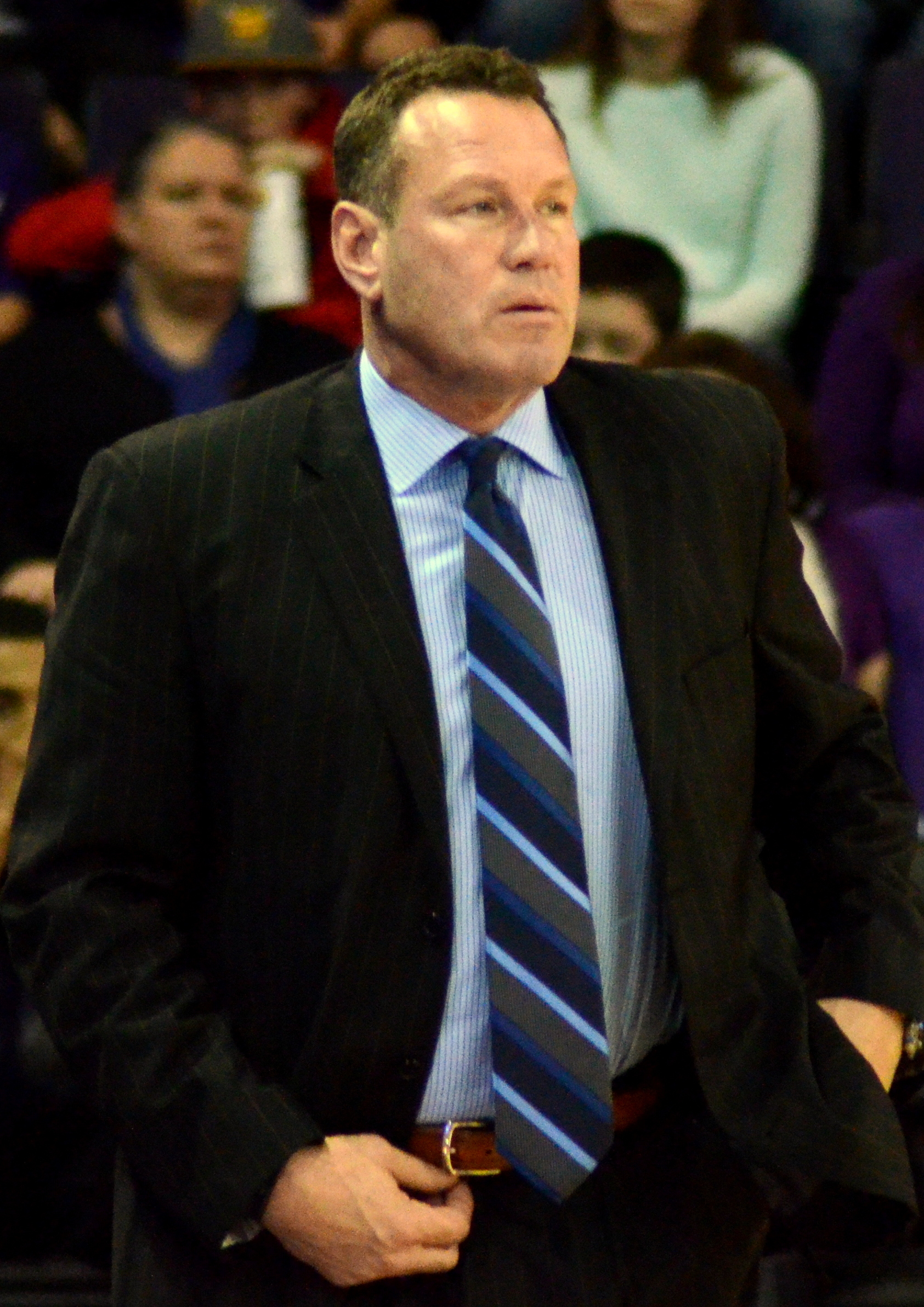
Dan Majerle (* 1965)

- Majerle, Martina (* 1980), kroatische Sängerin
- Majerová, Marie (1882–1967), tschechische Prosaistin und Journalistin
- Majersky, Adalbert von (1866–1898), österreichischer Dichter und Herausgeber
- Majerus, Carl (1819–1888), deutscher Kaufmann und Landtagsabgeordneter
- Majerus, Christine (* 1987), luxemburgische Radrennfahrerin
- Majerus, Jacques (1916–1972), luxemburgischer Radrennfahrer
- Majerus, Jean (1914–1983), luxemburgischer Radrennfahrer
- Majerus, Michael (1954–2009), britischer Biologe
- Majerus, Michel (1967–2002), luxemburgischer Bildhauer und Maler
- Majerus, Philip W. (1936–2016), US-amerikanischer Hämatologe
- Majerus, Rick (1948–2012), US-amerikanischer Basketballtrainer
- Majeský, Ivan (* 1976), slowakischer Eishockeyspieler
- Majestic, britischer DJ
- Majetschak, Erik (* 2000), deutscher FußballspielerErik Majetschak (* 2000)

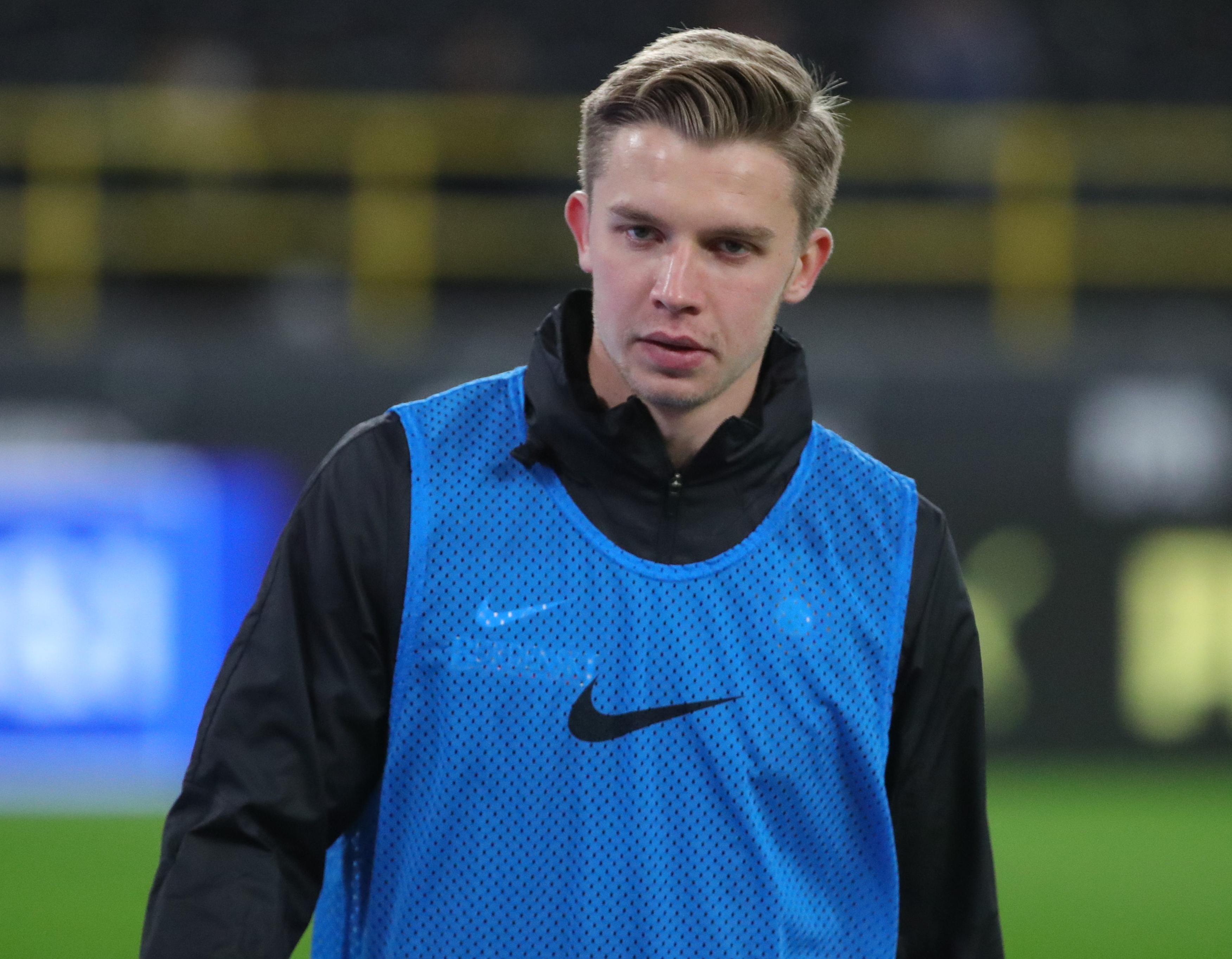
Erik Majetschak (* 2000)

- Majette, Denise (* 1955), US-amerikanische Politikerin
- Majewska, Pelagia (1933–1988), polnische Segelfliegerin und Fluglehrerin
- Majewski, Alex (* 1959), deutscher bildender Künstler
- Majewski, Andrzej (* 1966), polnischer Aphoristiker, Schriftsteller, Publizist, Feuilletonist
- Majewski, Artur (* 1978), polnischer Jazzmusiker
- Majewski, Francisco (1939–2012), uruguayischer Fußballspieler
- Majewski, Frank (1941–2001), deutscher Kinderarzt und Professor für Humangenetik an der Heinrich-Heine Universität Düsseldorf
- Majewski, Hans-Martin (1911–1997), deutscher Komponist
- Majewski, Henryk (1936–2005), polnischer Jazzmusiker (Trompete, Komposition)
- Majewski, Jan (* 1973), deutscher Fußballspieler
- Majewski, Janusz (1931–2024), polnischer Filmregisseur, Dramaturg und Drehbuchautor
- Majewski, Janusz (* 1940), polnischer Säbelfechter
- Majewski, Jerzy (1904–1942), polnischer Geistlicher und Märtyrer der katholischen Kirche
- Majewski, Karol (1833–1897), polnischer Politiker und Freiheitskämpfer
- Majewski, Lech (* 1952), polnischer Generalleutnant
- Majewski, Lech (* 1953), polnischer Film- und Theaterregisseur, Schriftsteller
- Majewski, Marco (* 1984), deutscher Bodybuilder, Stripper, Sänger und Pornodarsteller; Fotomodel
- Majewski, Otto (* 1943), deutscher Jurist, Ministerialbeamter und Industriemanager
- Majewski, Piotr M. (* 1972), polnischer Historiker
- Majewski, Radosław (* 1986), polnischer Fußballspieler
- Majewski, Rafał (* 1991), polnischer Soul- und Pop-Sänger
- Majewski, Robert (* 1963), polnischer Jazzmusiker (Trompete, Komposition, Arrangement)
- Majewski, Stefan (* 1956), polnischer Fußballspieler und Trainer
- Majewski, Thomas Gerhard (* 1974), deutsch-österreichischer Dokumentarfilmer
- Majewski, Tomasz (* 1981), polnischer Kugelstoßer und Olympiasieger

### Majf
- Majfud, Jorge (* 1969), uruguayischer Schriftsteller

### Majg
- Majgl, Reinhard (* 1949), deutscher Fußballspieler

### Majh
- Majhi, Mohan Charan (* 1972), indischer Politiker

### Maji
- Majić, Danijel (* 1981), deutsch- und kroatischsprachiger Journalist
- Majić, Josip (* 1994), kroatischer Fußballspieler
- Majić, Željko (* 1963), bosnisch-herzegowinischer römisch-katholischer Geistlicher, Bischof von Banja Luka
- Majid, Abdul (* 1914), afghanischer Diplomat und Politiker
- Majid, Imran (* 1972), englischer Poolbillardspieler
- Majid, Laura (* 1996), schwedische Schauspielerin
- Majid, Waleed (* 1987), katarischer Poolbillardspieler
- Majidi, Farhad (* 1976), iranischer Fußballspieler
- Majidi, Majid (* 1959), iranischer Filmregisseur und Drehbuchautor
- Majiljan, Massis (* 1967), armenischer Politiker
- Majima, Rikō (1874–1962), japanischer Chemiker
- Majiya, Nthabiseng (* 2004), südafrikanische Fußballspielerin

### Majk
- Majka (* 1979), ungarischer Rapper, Songwriter und TV-Moderator
- Majka, Rafał (* 1989), polnischer RadrennfahrerRafał Majka (* 1989)

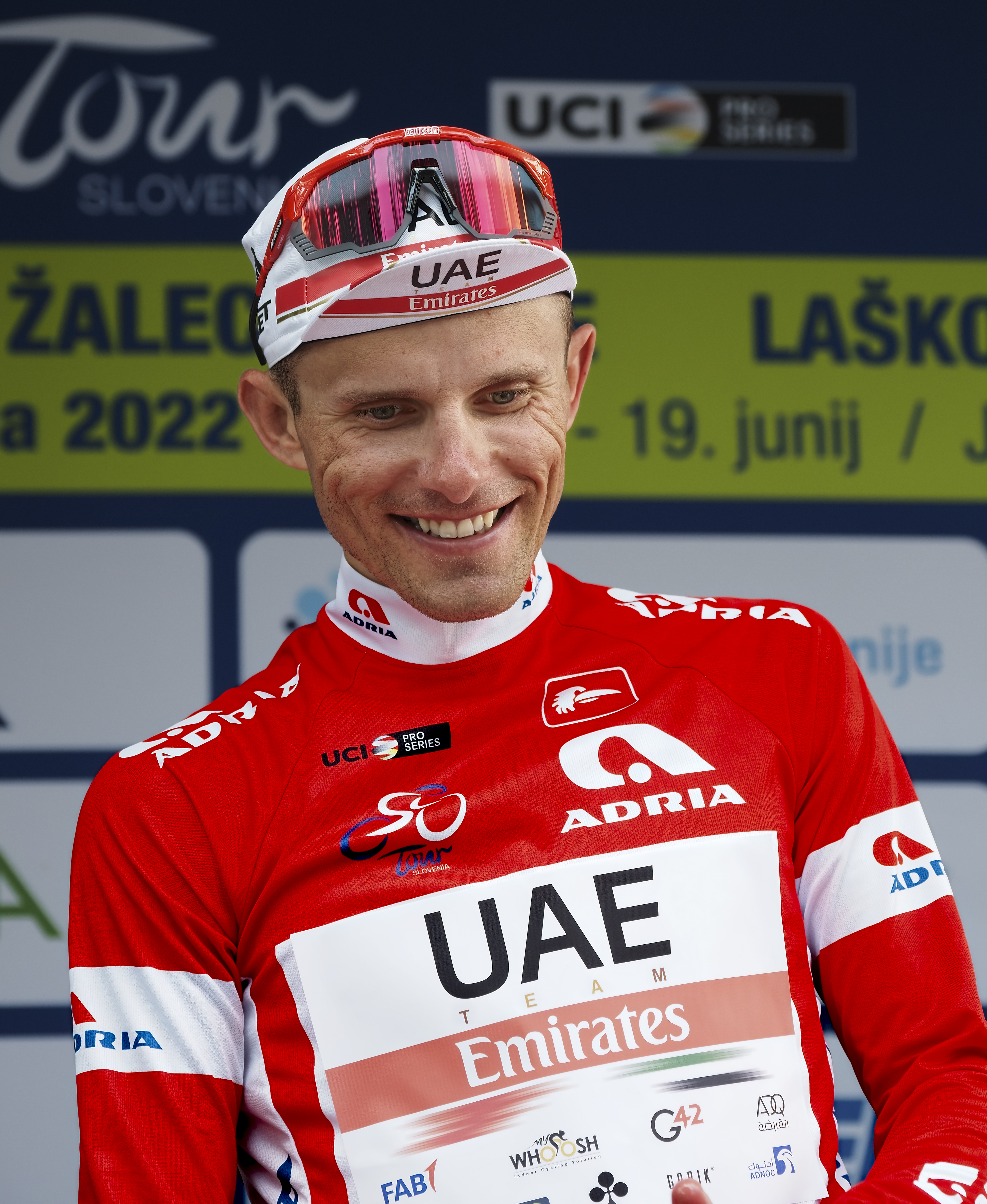
Rafał Majka (* 1989)

- Majkić, Danijel (* 1987), bosnischer Fußballspieler
- Majko, Pandeli (* 1967), albanischer Politiker
- Majkowicz, Teodor (1932–1998), polnischer Geistlicher, griechisch-katholischer Bischof der Ukrainer
- Majkowski, Aleksander (1876–1938), kaschubisch-polnischer Autor
- Majkowski, Jan (1952–2014), deutscher Fußballspieler und -trainer
- Majkusová, Marie (* 1989), tschechische Schauspielerin
- Majkut, Erich (1907–1976), österreichischer Opernsänger (Tenor)

### Majl
- Majláth, Charlotte von (1856–1928), ungarische Adlige, Hofdame von Kaiserin Elisabeth von Österreich-Ungarn
- Majláth, József (1737–1810), ungarischer Hofbeamter, Staatsminister, Gouverneur von Fiume und Obergespan
- Majláth, Júlia (1921–1976), ungarische Komponistin
- Majle, Sergius (1913–1944), polnischer Zwangsarbeiter und Opfer der NS-Militärjustiz
- Majluf, Patricia (* 1958), peruanische Biologin und Zoologin
- Majluta Azar, Jacobo (1934–1996), dominikanischer Politiker, als Vizepräsident beim Tode des Vorgängers Präsident der Dominikanischen Republik geworden

### Majn
- Majnek, Antal (* 1951), ungarischer Ordensgeistlicher, römisch-katholischer Bischof von Mukatschewo
- Majnovics, Martin (* 2000), ungarischer Fußballspieler

### Majo
- Majo, Ernest (1916–2002), deutscher Komponist, Dirigent, Musiker und Musikpädagoge
- Majo, Gian Francesco de (1732–1770), italienischer Komponist der Klassik
- Majo, Giuseppe de (1697–1771), italienischer Komponist und Kapellmeister des Spätbarock
- Majó, Zoltán (* 1970), ungarischer Wirtschaftswissenschaftler
- Majoe (* 1989), deutscher RapperMajoe (* 1989)

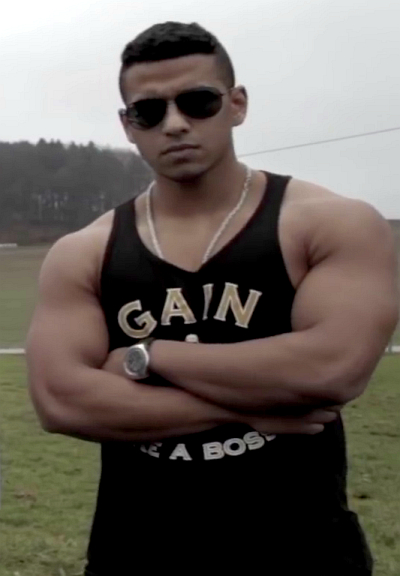
Majoe (* 1989)

- Majofski, Anna Maria († 1881), niederländische Schauspielerin
- Majofski, Jacoba Maria (1807–1847), niederländische Schauspielerin
- Majofski, Louiza Johanna († 1874), niederländische Sängerin und Schauspielerin
- Majola, Jean (1869–1951), französischer Unternehmer und Autorennfahrer
- Majoleth, Johann (1774–1856), Schweizer Geiger
- Majoli, Iva (* 1977), kroatische Tennisspielerin
- Majoni, Giovanni Cesare (1876–1969), italienischer Diplomat
- Majoni, Mario (1910–1985), italienischer Wasserballspieler
- Majonica, Ernst (1920–1997), deutscher Politiker (CDU), MdB, MdEP
- Majonica, Rudolf (1939–2009), deutscher Schriftsteller und Fotograf
- Majoor, Martin (* 1960), niederländischer Schriftentwerfer und Typograf
- Major Ridge († 1839), Krieger und Häuptling der Cherokee
- Major, Albert (1878–1957), deutscher Lehrer, Grafiker und Maler
- Major, Anya (* 1966), britische Sportlerin, Darstellerin, Model und Sängerin
- Major, Billy (* 1996), britischer Skirennläufer
- Major, Charles Immanuel Forsyth (1843–1923), schottisch-britischer, Schweizer Zoologe sowie Paläontologe
- Major, Claudia (* 1976), deutsche PolitikwissenschaftlerinClaudia Major (* 1976)

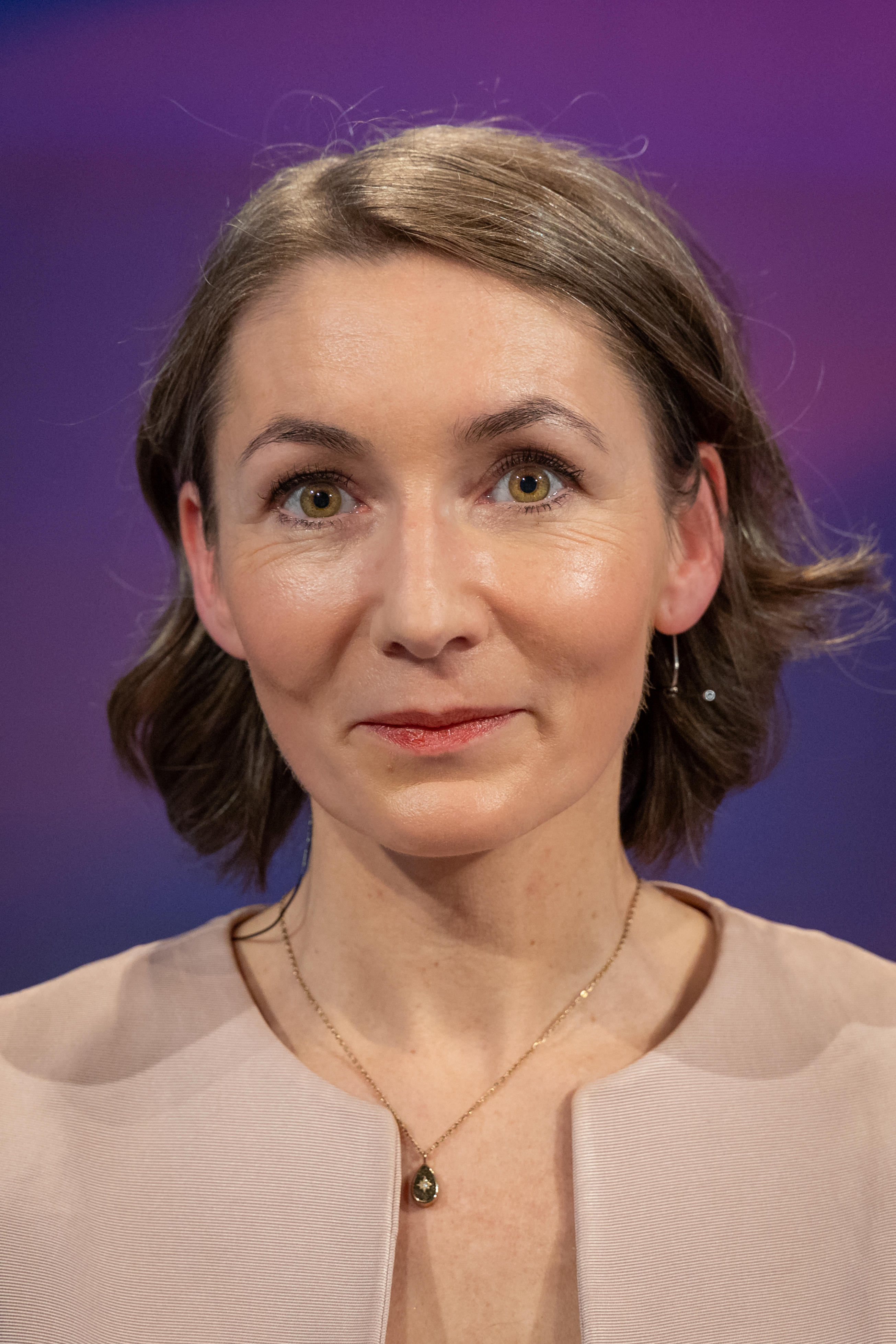
Claudia Major (* 1976)

- Major, Clemens (1847–1930), deutscher Lehrer und Kartograph
- Major, Elliot Woolfolk (1864–1949), US-amerikanischer Politiker
- Major, Ervin (1901–1967), ungarischer Musikwissenschaftler und Komponist
- Major, Georg (1502–1574), deutscher lutherischer Theologe
- Major, Grant (* 1955), neuseeländischer Szenenbildner
- Major, Gyula (1859–1925), ungarischer Pianist, Musiklehrer und Komponist
- Major, Herbert (1910–2009), deutscher Autor und Heimatforscher
- Major, István (1949–2014), ungarischer Leichtathlet
- Major, James Earl (1887–1972), US-amerikanischer Jurist und Politiker
- Major, Johann (1533–1600), deutscher evangelischer Theologe, Humanist und neulateinischer Poet
- Major, Johann Daniel (1634–1693), deutscher Universalgelehrter
- Major, Johannes (1564–1654), deutscher lutherischer Theologe
- Major, Johannes Tobias (1615–1655), deutscher lutherischer Theologe
- Major, John († 1550), schottischer Theologe, Philosoph und Autor
- Major, John (* 1943), britischer Politiker (Konservativen Partei), Mitglied des House of CommonsJohn Major (* 1943)

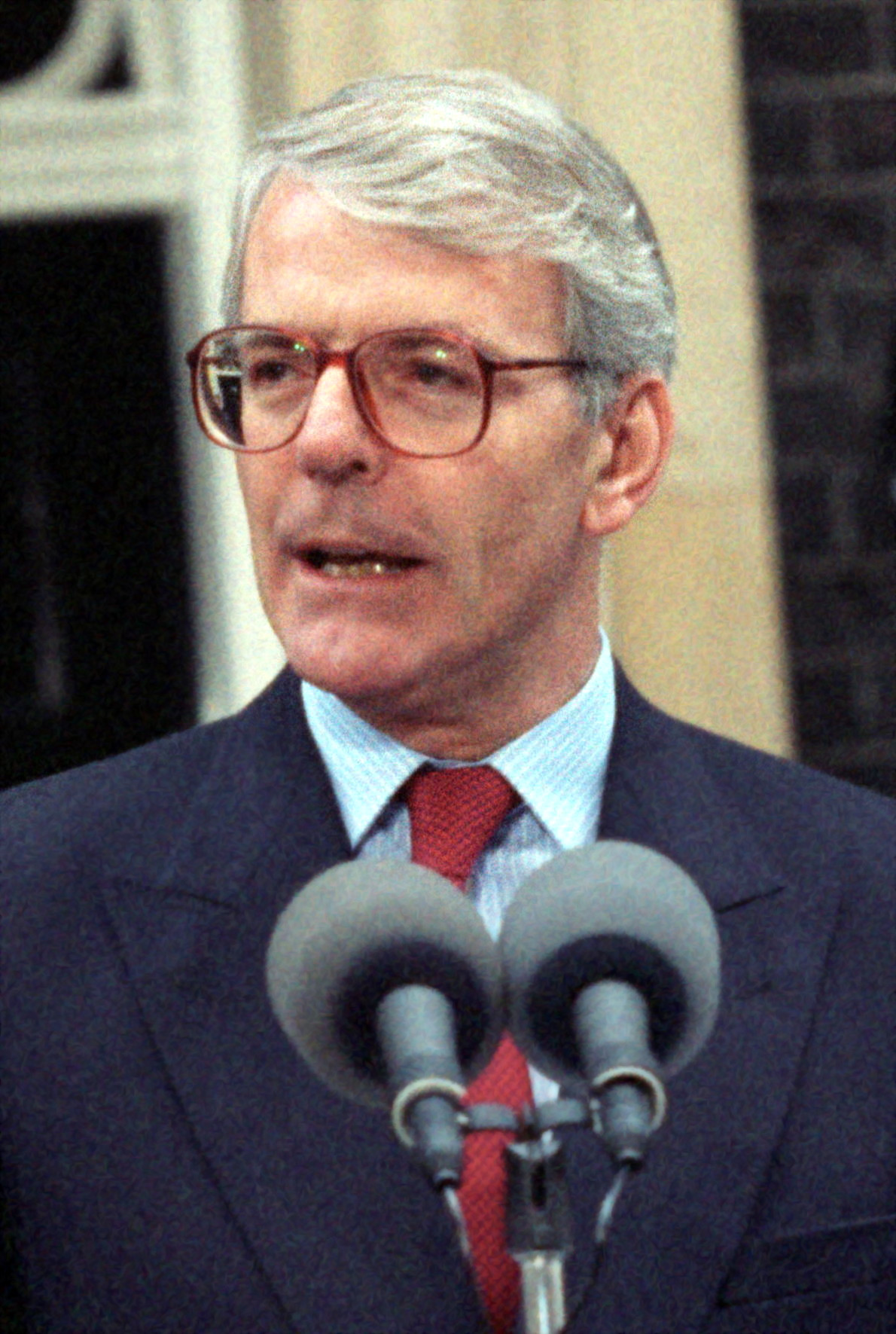
John Major (* 1943)

- Major, József (* 1979), ungarischer Duathlet und Triathlet
- Major, Kate (* 1977), australische Triathletin und Squashspielerin
- Major, Léo (1921–2008), franko-kanadischer Soldat
- Major, Louis (1902–1985), belgischer Gewerkschafter und Politiker
- Major, Malvina (* 1943), neuseeländische Opernsängerin (Sopran/Mezzosopran)
- Major, Philip (* 1988), kanadischer Automobilrennfahrer
- Major, René (* 1932), französischer Psychiater und Psychoanalytiker kanadischer Herkunft
- Major, Richard Henry (1818–1891), britischer Geograph und Historiker
- Major, Sámuel (* 2002), ungarischer Fußballspieler
- Major, Samuel C. (1869–1931), US-amerikanischer Politiker
- Major, Sándor (* 1965), ungarischer Ringer
- Major, Sarah (* 1988), neuseeländische Schauspielerin und Synchronsprecherin
- Major, Thomas (1720–1799), britischer Radierer, Kupfer- und Siegelstecher sowie Illustrator
- Major, Travis (* 1990), australischer Fußballspieler
- Major, Veronika (* 1997), ungarische Sportschützin
- Major, Wilhelm (1890–1931), deutscher Leichtathlet
- Majorana, Dante (* 1947), italienischer Dokumentarfilmer und Filmregisseur
- Majorana, Ettore (* 1906), italienischer PhysikerEttore Majorana (* 1906)

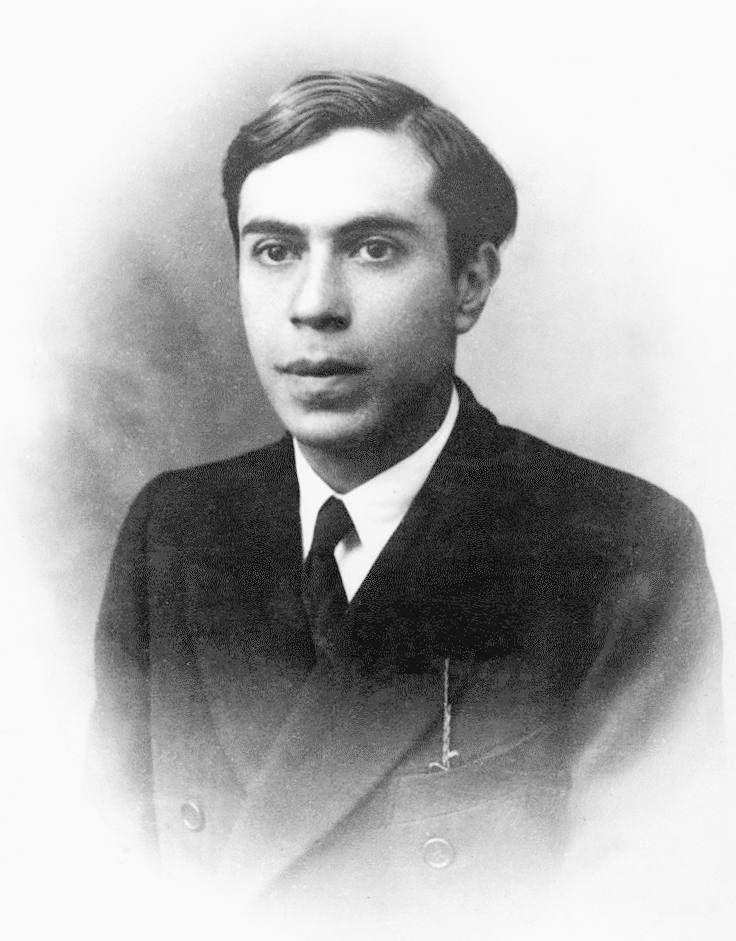
Ettore Majorana (* 1906)

- Majorana, Quirino (1871–1957), italienischer Experimentalphysiker
- Majorek, Marek B. (* 1954), polnischer Anthroposoph und Autor
- Majorelle, Jacques (1886–1962), französischer Maler
- Majorelle, Louis (1859–1926), französischer Möbeldesigner
- Majores, Rosso (1911–1996), deutscher Maler, Grafiker und Kunstpädagoge
- Majorez, Anatoli Iwanowitsch (1929–2016), sowjetischer Politiker
- Majorian († 461), römischer Kaiser (457–461)
- Majorino, Tina (* 1985), US-amerikanische SchauspielerinTina Majorino (* 1985)

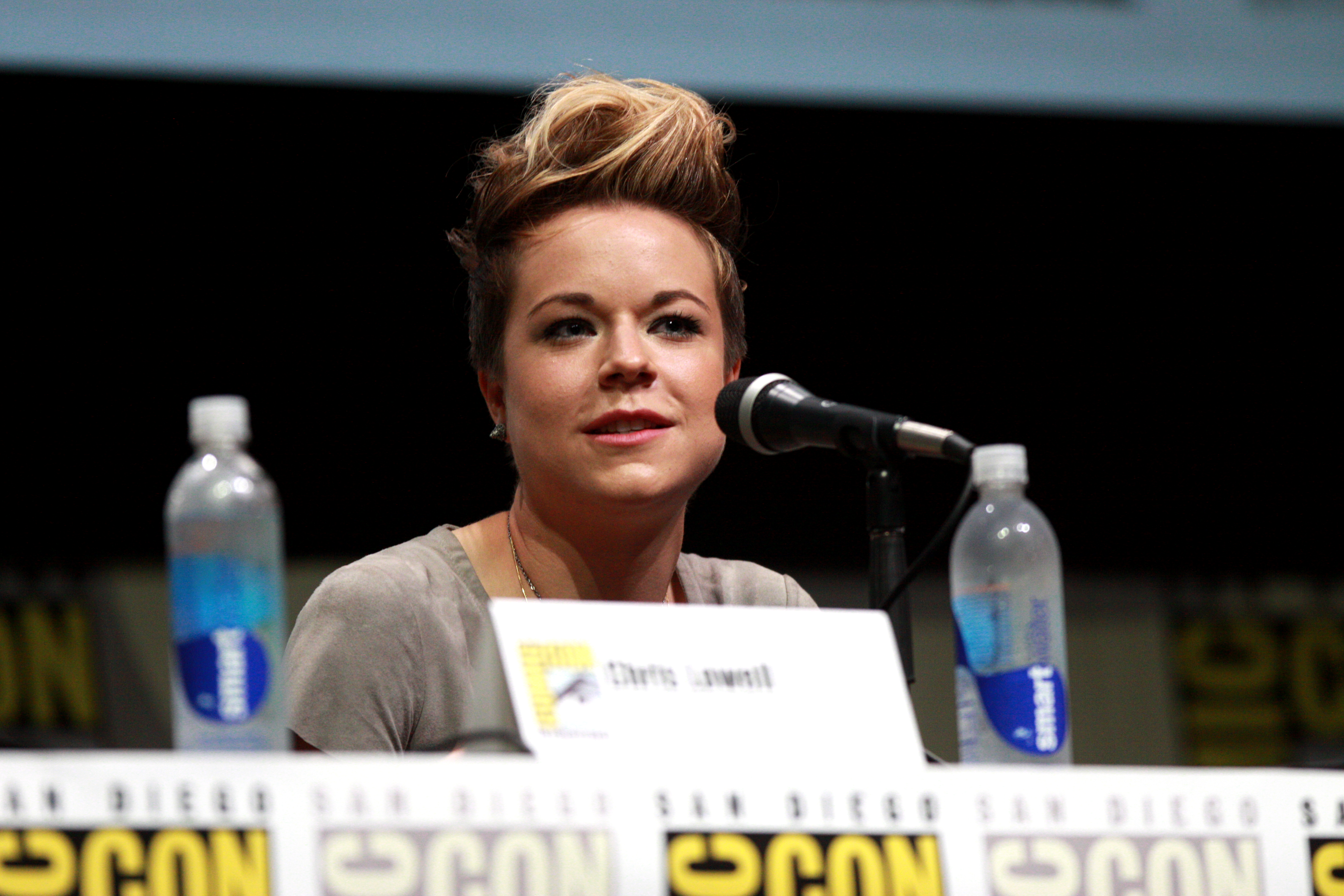
Tina Majorino (* 1985)

- Majoris, Georg († 1506), Walliser Notar und Politiker
- Majoro, Lehlohonolo (* 1986), südafrikanischer Fußballspieler
- Majoro, Moeketsi (* 1961), lesothischer Politiker
- Majoros, Ferenc (1923–2008), ungarischer Rechtswissenschaftler und Publizist
- Majoros, István (* 1974), ungarischer Ringer und Olympiasieger
- Majoross, Gergely (* 1979), ungarischer Eishockeyspieler und -trainer
- Majorov, Alexander (* 1991), schwedischer Eiskunstläufer
- Majorov, Nikolaj (* 2000), schwedischer Eiskunstläufer
- Majorovas, Vitalijus (1961–1997), litauischer Schachspieler und -trainer
- Majorow, Alexander Borissowitsch (* 1957), sowjetischer Nordischer Kombinierer
- Majorow, Boris Alexandrowitsch (* 1938), russischer Eishockeyspieler, -trainer und -funktionär
- Majorow, Jewgeni Alexandrowitsch (1938–1997), russischer Eishockeyspieler
- Majorow, Maxim Olegowitsch (* 1989), usbekisch-russischer Eishockeyspieler
- Majorowa, Albina Gennadjewna (* 1977), russische Marathonläuferin
- Majors, Austin (1995–2023), US-amerikanischer Schauspieler
- Majors, Faith (* 1974), US-amerikanische Schauspielerin und Ehefrau von Lee Majors
- Majors, Jonathan (* 1989), US-amerikanischer Filmschauspieler
- Majors, Lee (* 1939), US-amerikanischer Schauspieler und SängerLee Majors (* 1939)

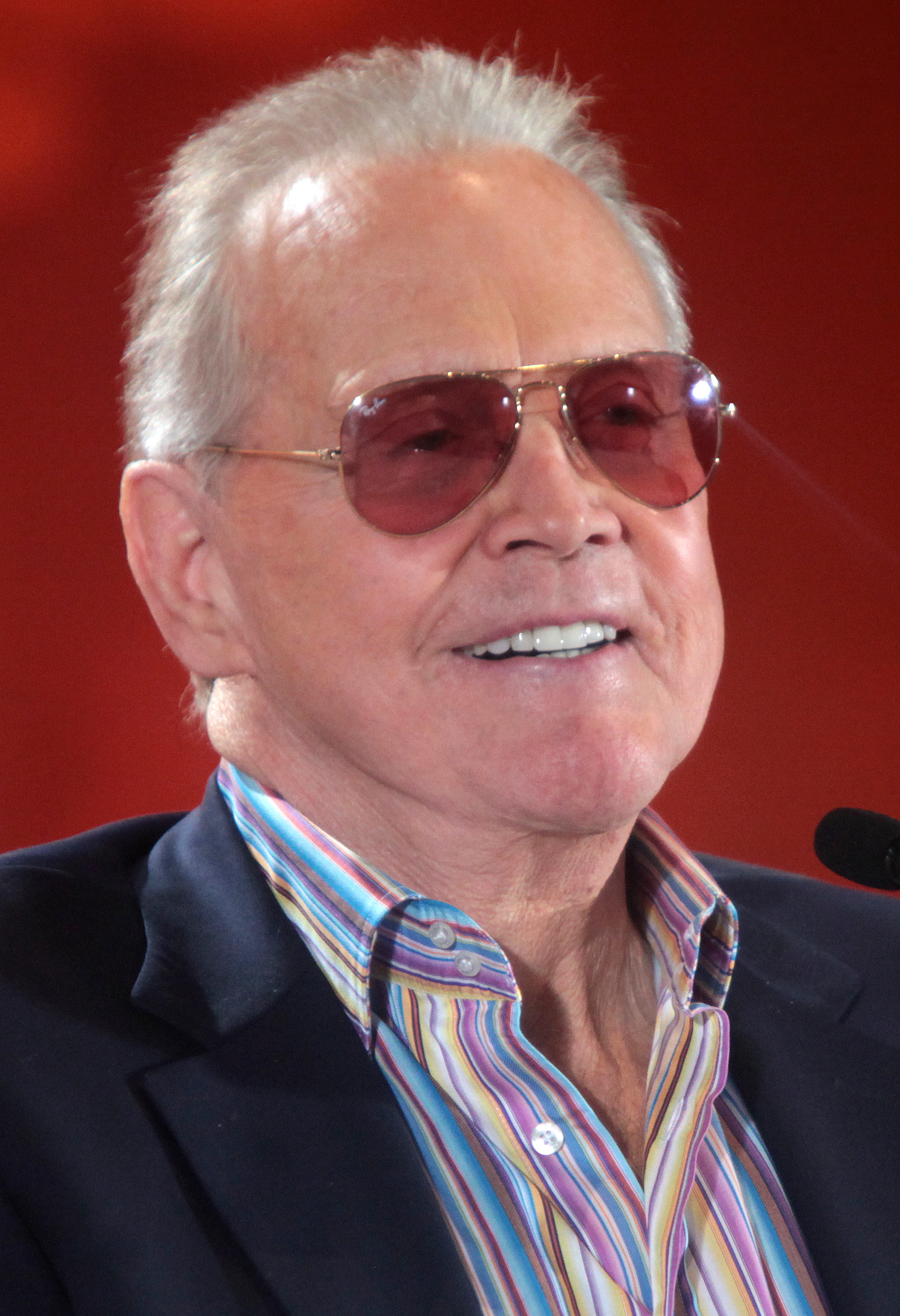
Lee Majors (* 1939)

- Majors, Thomas Jefferson (1841–1932), US-amerikanischer Politiker
- Majowski, Edmund (1910–1982), polnischer Fußballspieler
- Majowski, Markus (* 1964), deutscher Schauspieler und Komiker

### Majr
- Majrashi, Ahmed Mabrouk al- (* 1997), saudischer Sprinter
- Majrashi, Ali (* 1999), saudi-arabischer Fußballspieler
- Majri, Amel (* 1993), tunesische Fußballspielerin

### Majs
- Majsch, Eduard (1841–1904), slowakisch-österreichischer Maler
- Majster-Cederbaum, Mila (* 1949), Informatikerin, Hochschullehrerin an der Ludwig-Maximilians-Universität München
- Majstorović, Daniel (* 1977), schwedischer Fußballspieler und -funktionär
- Majstorović, Danilo (* 2001), serbischer Sprinter
- Majstorović, Ivan (* 1959), deutscher Handballspieler und -trainer
- Majstorović, Ivica (* 1981), deutsch-kroatischer Fußballspieler
- Majstorović, Mario (* 1977), österreichischer Fußballspieler und -trainer
- Majstorović, Milan (* 1983), serbischer Basketballspieler
- Majstorovic, Steven (* 1946), US-amerikanischer Politikwissenschaftler
- Majstrenka, Ihar (* 1959), sowjetischer Ruderer
- Majstrović, Lipa (* 1970), französische Sängerin, Komponistin, Theaterschauspielerin und Hochschuldozentin

### Majt
- Majtán, Tomáš (* 1987), slowakischer Fußballspieler
- Majtenyi, Stefan (1885–1947), österreichischer Politiker, Landtagsabgeordneter
- Majtkowski, Anna (* 1991), deutsche Schauspielerin

### Maju
- Majul, Héctor (* 1994), mexikanischer Eishockeyspieler
- Majumdar, Charu (1918–1972), indischer kommunistischer Parteifunktionär
- Majumdar, Dhirendra Nath (1903–1960), indischer Anthropologe
- Majumdar, Lila (1908–2007), bengalische Schriftstellerin
- Majumdar, Ramesh Chandra (1888–1980), indischer Historiker und Professor der indischen Geschichte
- Majumdar, Ronu (* 1963), indischer Flötist und Filmkomponist
- Majumdar, Sudhir Ranjan (1934–2009), indischer Politiker
- Majumdar, Tejendra Narayan (* 1961), indischer Sarodspieler, Komponist und Musikpädagoge
- Majumder, Shaun (* 1972), kanadischer Komiker und Schauspieler
- Majunke, Aldo (* 1975), deutscher Fußballspieler
- Majunke, Gedeon (1854–1921), ungarischer Architekt
- Majunke, Jana (* 1990), deutsche Paracyclerin
- Majunke, Paul (1842–1899), deutscher Priester, Redakteur und Politiker (Zentrum), MdR
- Majura, Jen (* 1983), deutsche Rockmusikerin und Gitarristin der Alternative-Rock-Band EvanescenceJen Majura (* 1983)

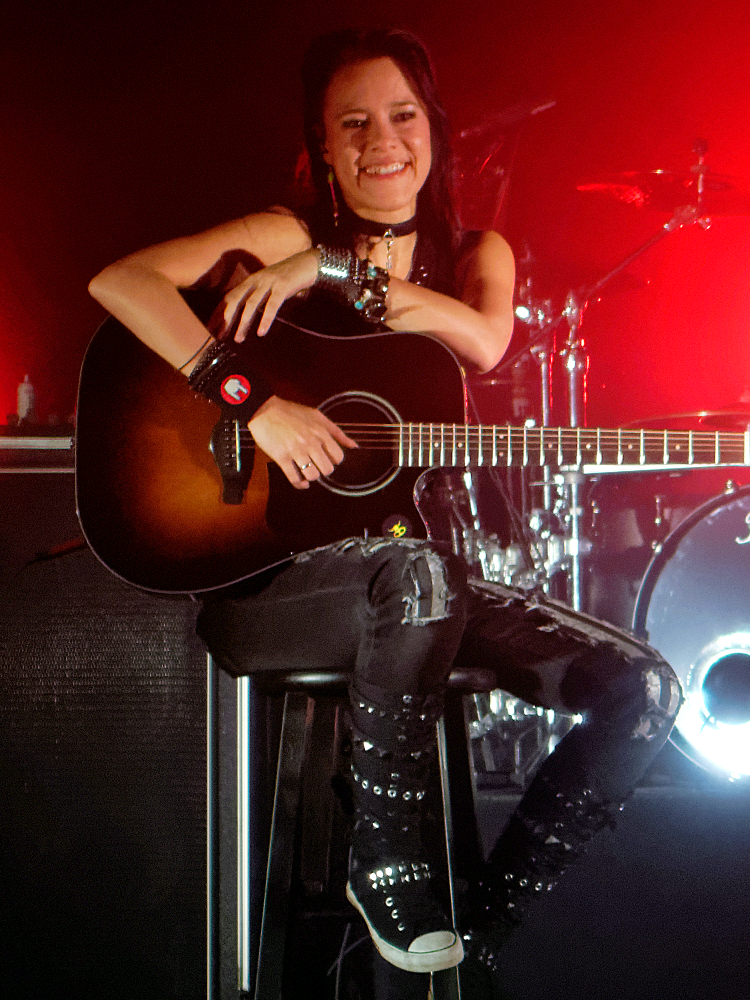
Jen Majura (* 1983)

- Majuri, Frank (1909–1983), US-amerikanischer Mafioso
- Majuri, Susanna (1978–2020), finnische Fotografin
- Majus, Heinrich (1632–1696), deutscher Mediziner und Physiker
- Majutschaja, Klawdija Jakowlewna (1918–1989), sowjetische Leichtathletin

### Majw
- Majwega, Brian (* 1992), ugandischer Fußballspieler
- Majwok, Stephen Nyodho Ador (* 1973), südsudanesischer Geistlicher, römisch-katholischer Bischof von Malakal

### Majz
- Majzels, Robert (* 1950), kanadischer Schriftsteller, Übersetzer, Herausgeber und Hochschullehrer
- Majzoub, Tarek, libanesischer Politiker